# تجمع بدو الجدو والكار (بروم ميفع)
'

تعديل مصدري - تعديل

تجمع بدو الجدو والكار هي إحدى قرى عزلة بروم بمديرية بروم ميفع التابعة لمحافظة حضرموت، بلغ تعداد سكانها 210 نسمة حسب تعداد اليمن لعام 2004.